# Rezonville
Rezonville ist eine Ortschaft und eine Commune déléguée in der französischen Gemeinde Rezonville-Vionville mit 311 Einwohnern (Stand: 1. Januar 2022) im Département Moselle in der Region Grand Est (bis 2015 Lothringen).

## Geographie
Rezonville liegt in Lothringen, 16 Kilometer westlich von Metz, sechs Kilometer nördlich von Gorze und drei Kilometer südwestlich von Gravelotte auf einer Höhe zwischen 230 und 321 m über dem Meeresspiegel, die mittlere Höhe beträgt 300 m. Der Ort liegt im Regionalen Naturpark Lothringen zwischen den Ortschaften Vionville und Gravelotte. Zu Rezonville gehört das Gehöft Flavigny.

## Geschichte

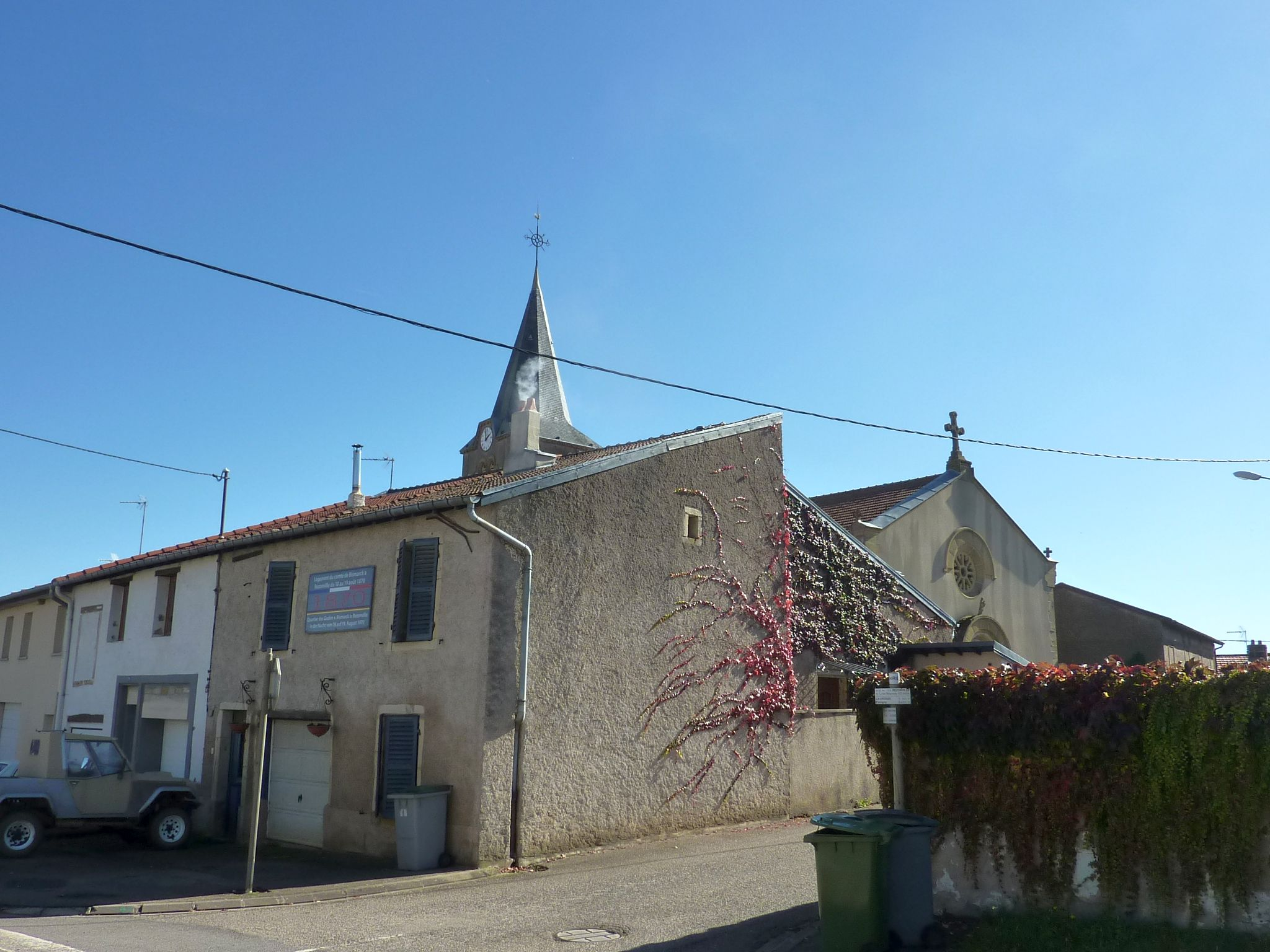
Das Quartier Bismarcks, heute mit Gedenktafel

Der Ort wurde erstmals im 10. Jahrhundert als Resionisvilla erwähnt. Nördlich des Dorfs verläuft die Alte Römerstraße. Die Ortschaft gehörte früher zum Bistum Metz.
Im Deutsch-Französischen Krieg fand am 16. August 1870 die Schlacht bei Vionville, einer Nachbargemeinde, statt. In Rezonville befand sich die Hauptverteidigungslinie der Franzosen, weshalb die Schlacht in der französischen Geschichtsschreibung auch als Schlacht bei Rezonville bezeichnet wird. Auf den Feldern vor Rezonville fand der berühmte Todesritt der Brigade Bredow statt. Im Gedicht von Freiligrath „Die Trompete von Vionville“ wird dieser Entlastungsangriff zugunsten der preußischen Infanterie heroisch beschrieben. Das Kürassier-Regiment „von Seydlitz“ (Magdeburgisches) Nr. 7 und das Ulanen-Regiment „Hennigs von Treffenfeld“ (Altmärkisches) Nr. 16 bildeten die 12. Kavalleriebrigade, Generalmajor Bredow. Das Denkmal der Brigade ist heute noch zu sehen, wenn man im Ort von Metz kommend nach rechts abbiegt. 
Otto von Bismarck übernachtete in der Nacht vom 18. auf den 19. August 1870 in Rezonville in einem Haus neben der Pfarrkirche St. Auteur. Bei ihm war Großherzog Friedrich Franz von Mecklenburg und der amerikanische General Philip Sheridan, welcher im Auftrag der US-Regierung die Kampfhandlungen beobachtete. Heute erinnert dort eine Gedenktafel an diese Übernachtung.
Durch den Frankfurter Frieden vom 10. Mai 1871 kam die Region an das deutsche Reichsland Elsaß-Lothringen, und das Dorf wurde dem Landkreis Metz im Bezirk Lothringen zugeordnet.
Nach dem Ersten Weltkrieg musste die Region aufgrund der Bestimmungen des Versailler Vertrags 1919 an Frankreich abgetreten werden und wurde Teil des Département Moselle. Im Zweiten Weltkrieg war die Region von der deutschen Wehrmacht besetzt.
Der Ort trug von 1940 bis 1944 den Namen Resenweiler.
Mit Wirkung vom 1. Januar 2019 wurden die ehemaligen Gemeinden Rezonville und Vionville zur Commune nouvelle Rezonville-Vionville zusammengeschlossen und haben in der neuen Gemeinde den Status einer Commune déléguée. Der Verwaltungssitz befindet sich im Ort Rezonville. Sie gehörte zum Arrondissement Metz und zum Kanton Les Coteaux de Moselle.

### Bevölkerungsentwicklung
| Jahr      | 1962 | 1968 | 1975 | 1982 | 1990 | 1999 | 2006 | 2009 | 2015 |
| Einwohner | 226  | 230  | 227  | 235  | 287  | 329  | 354  | 338  | 325  |

Diese Werte stammen aus der Datenbank des Institut national de la statistique et des études économiques.

## Kultur und Sehenswürdigkeiten

### Denkmäler

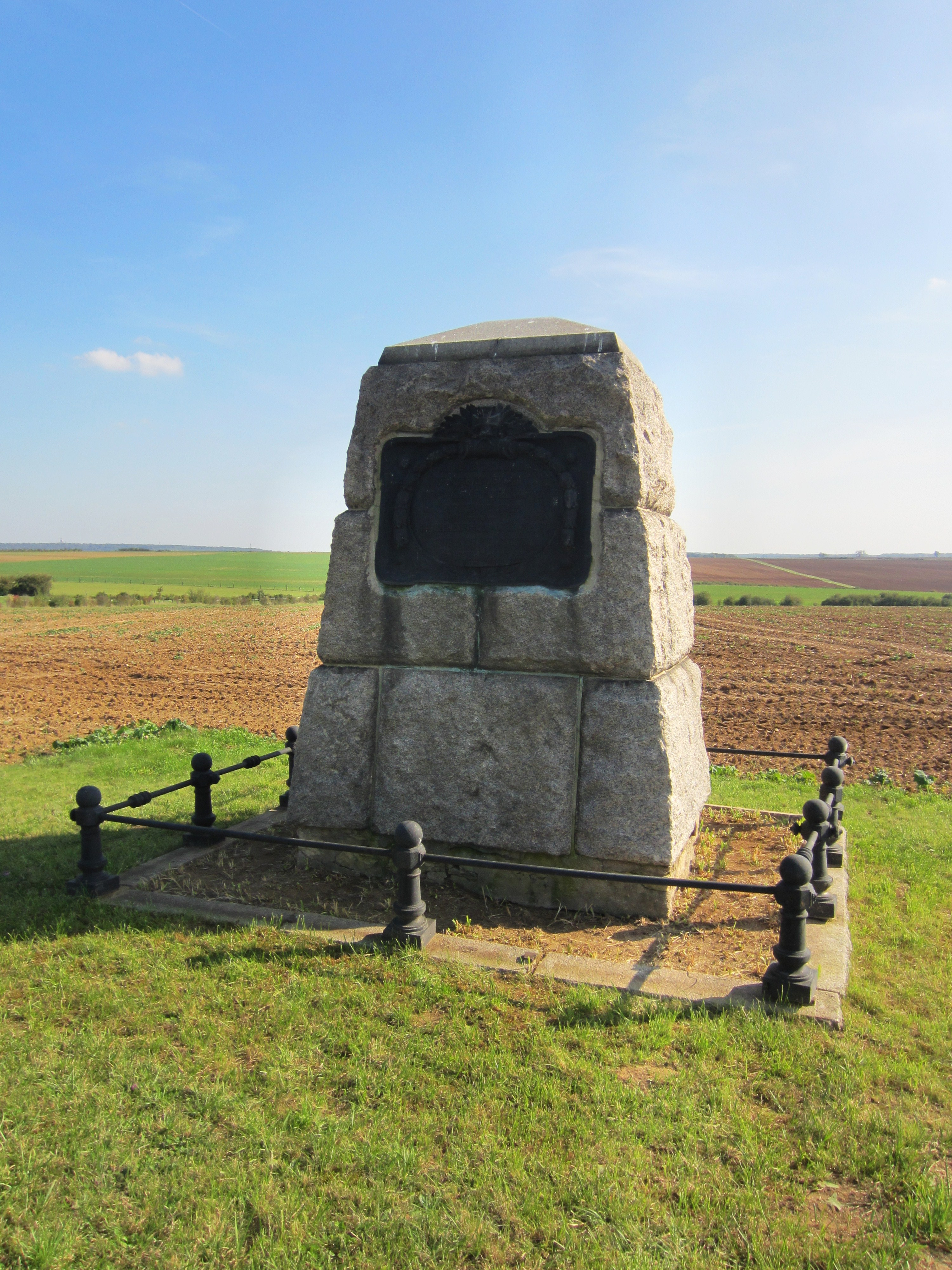
Denkmal für die Gefallenen deutschen Soldaten in der Schlacht von 1870

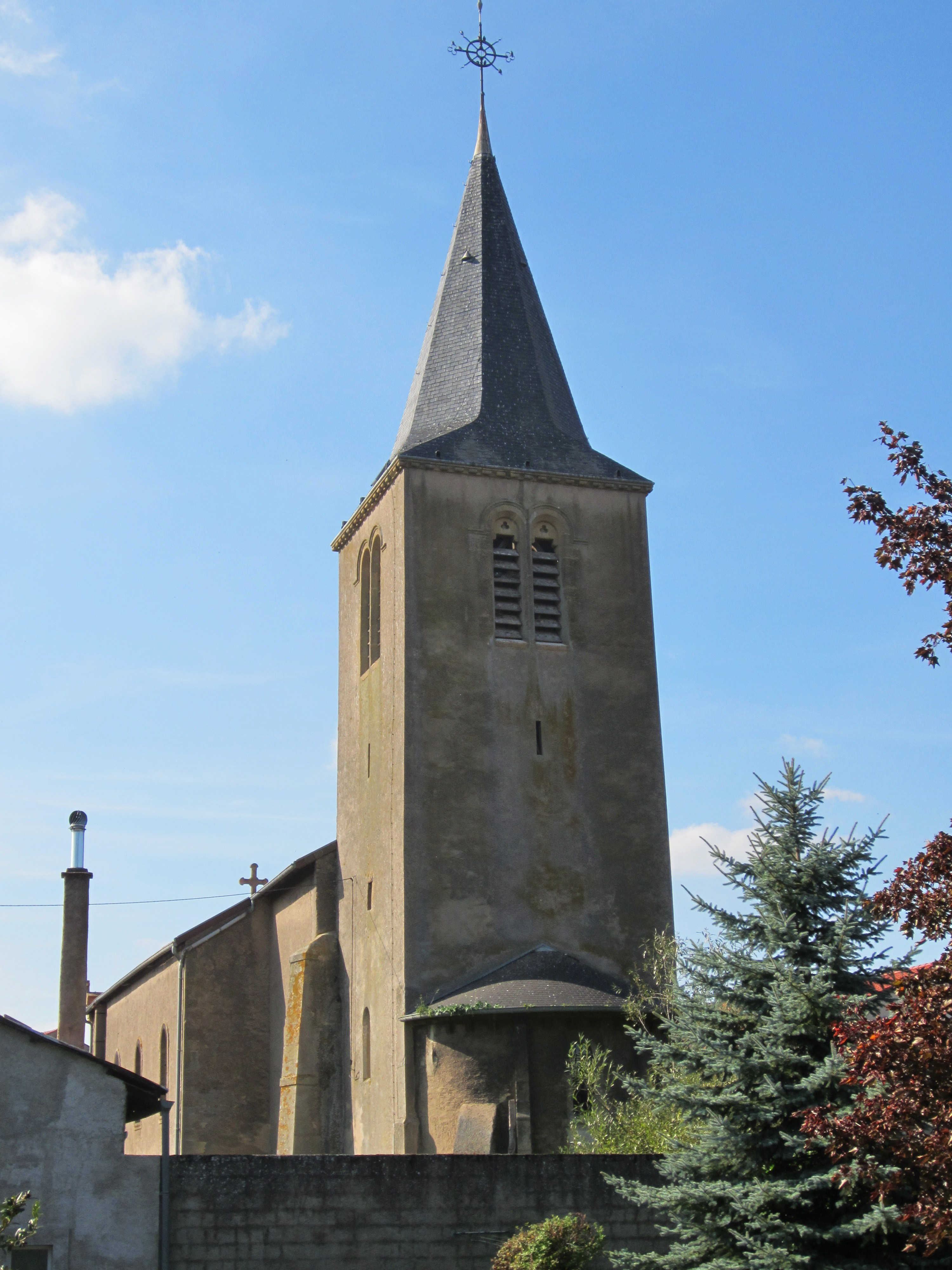
Kirche St. Auteur

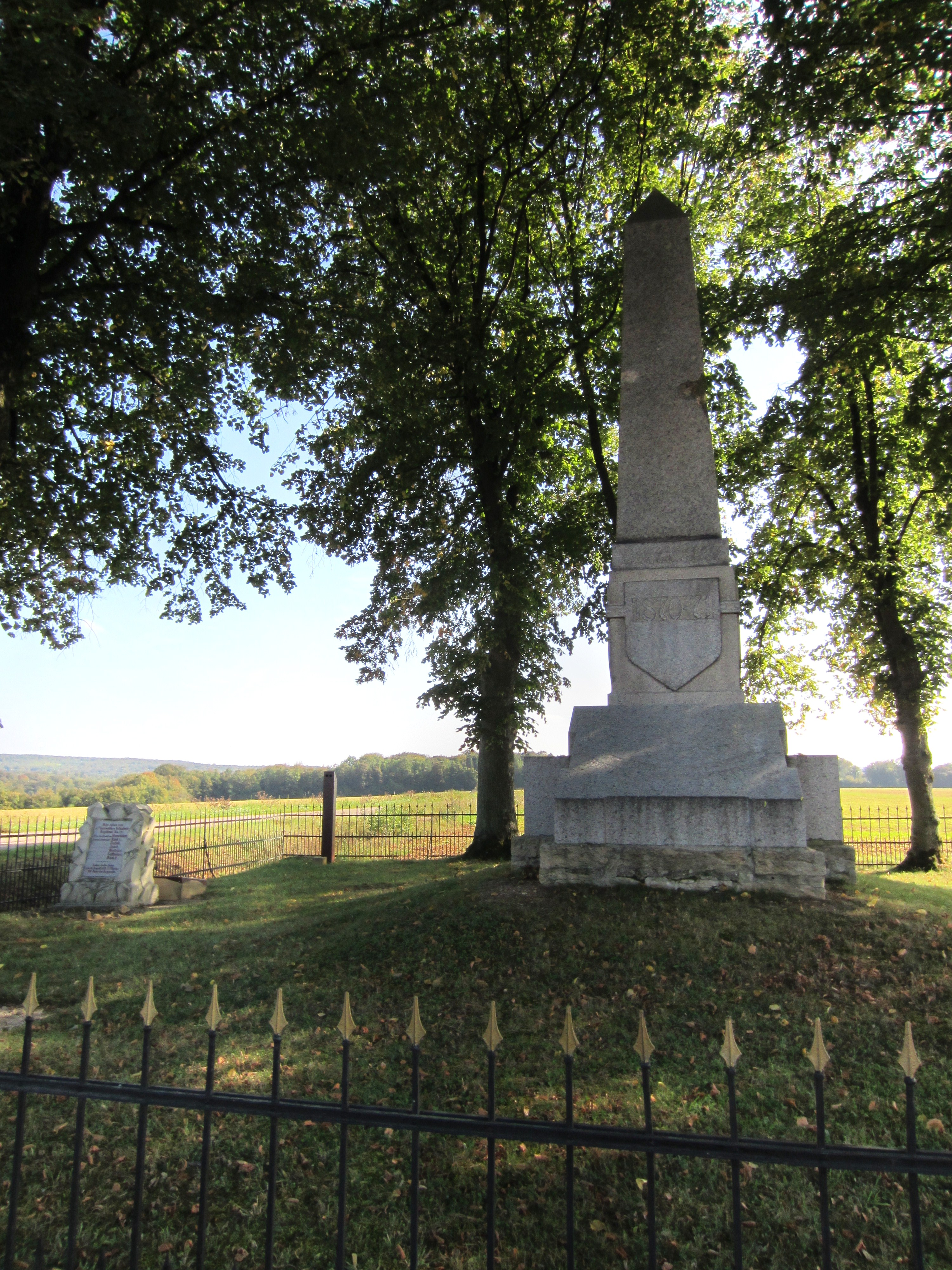
Gedenkstein an den Deutsch-Französischen Krieg von 1870/71
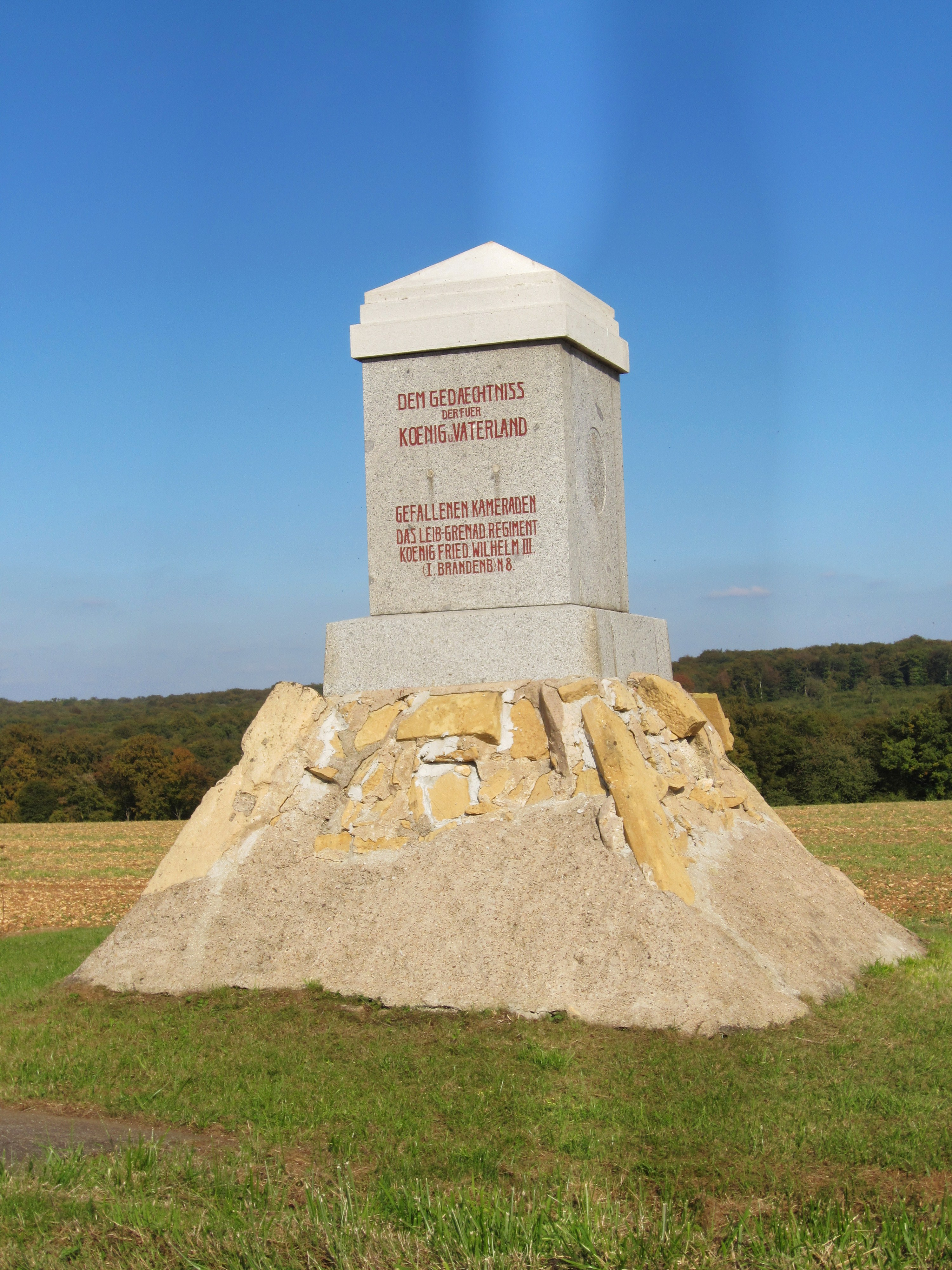
Denkmal für die Gefallenen deutschen Soldaten in der Schlacht von 1870

### Kirche St. Auteur
Die Kirche St. Auteur (deutsch Auctor) wurde im 19. Jahrhundert wieder aufgebaut. Der Chor der Kirche stammt aus dem 12. Jahrhundert und wurde im romanischen Baustil erschaffen. In der Sakristei steht ein Taufbecken aus dem Jahre 1614. Außerdem steht in der Kirche eine Statue der Jungfrau von Tantelainville.